# Gripau raucador de ventre groc
El gripau raucador de ventre groc (Bombina variegata) és una espècie d'amfibi anur de la família Bombinatoridae que viu a Europa.

## Descripció
Mesura uns 5 cm de llarg i té tota la part inferior del seu cos de color groc o groc ataronjat amb petites taques negres, inclús la part inferior de les seves potes i dits. La seva part superior no destaca en especial, sent de color marró verdós.

## Distribució i hàbitat
Aquesta espècie es pot trobar en gran varietat d'hàbitats, en boscos de coníferes i boscos caducifolis, des de pèlags als pobles, rius, llacunes, pantans, llacs i gairebé en qualsevol lloc on hi hagi aigua estancada, inclús en l'aigua en neumàtics abandonats.
Es distribueix per una gran part de l'Europa central i el sud. Va des del centre de França, Suïssa, Alemanya, nord-est d'Itàlia la zona dels Balcans i fins als Carpats. Es troba entre els 100 i els 2.100 metres d'altitud.

## Reproducció
Les femelles ponen fins a 100 ous que es desclouen al cap de 12 dies. Els capgrossos mesuren un 6 mm de longitud.

## Amenaces
En general, l'espècie no es troba amenaçada. Els únics perills per l'espècie són la pèrdua d'hàbitat per culpa de la urbanització humana, la seva captura furtiva com a mascota i la seva captura com a esquer de pesca en certes regions.